# Соколов, Алексей Аркадьевич
Алексей Аркадьевич Соколов (20 июня 1956 года, Курск, СССР — 3 мая 2015 года, Тбилиси, Грузия) — российский банкир, создатель (1994) и председатель совета директоров (с 2005) банка «Зенит»

## Биография
Родился 20 июня 1956 года в Курске.

### Образование
В 1979 году окончил Московский авиационный институт по специальности «динамика полета и управление летательными аппаратами» с квалификацией «инженер-механик».
В 1989 году окончил специальный факультет при Московском финансовом институте по подготовке высококвалифицированных руководящих кадров в области валютных операций, международного кредита и международных расчетов с квалификацией «экономист по международным экономическим отношениям».
Окончил Высшие курсы иностранных языков и факультет повышения квалификации при Академии внешней торговли.

Стажировался в Американо-советском торгово-экономическом совете (АСТЭС, Нью-Йорк), в Московском народном банке (Лондон), в корпорации Daiwa Europe Ltd. (Лондон).

### Профессиональная деятельность
Работал лаборантом, инженером в Московском институте теплотехники.
С 1982 по 1989 год — инженер, старший инженер Государственного комитета СССР по внешнеэкономическим связям.
С 1989 по 1993 год — эксперт, старший эксперт, заместитель начальника, начальник отдела кредитно-финансовых операций АО «Совфинтрейд».
С 1993 по 1995 год — начальник отдела, начальник Управления валютно-финансовых операций, заместитель председателя Правления ИКБ — старший вице-президент «Альфа-банка».
С 1995 года — председатель правления ОАО АКБ «Зенит».
В 1997 году — член Совета директоров ЗАО ИФК «Солид».
С 1999 по 2005 год — член Совета директоров АО «Татнефть».
С 2005 года — председатель Совета директоров банка «Зенит».
Умер 3 мая 2015 года, в Тбилиси, находясь там на отдыхе, по причине остановки сердца.
Похоронен на Ваганьковском кладбище.